# William Rowley
William Rowley (¿1585?-1642) fue un dramaturgo y actor de época jacobea británico.
Como de muchos autores de su época, se sabe bastante poco sobre él; se supone que fue actor en la compañía de William Shakespeare y se le atribuye la autoría de una quincena de piezas escritas en colaboración con sus contemporáneos, en especial The Witch of Edmonton (con Thomas Dekker y John Ford), The Changeling (con Thomas Middleton). Como autor único compuso cuatro piezas: A New Wonder, A Woman never Vext (impresa en 1632); A Match at Midnight (1633); A Tragedie called Alls Lost by Lust (1633) y A Shoomaker a Gentleman with the Life and Death of the Cripple that stole the Weathercock at Paules (1638).
- Datos: Q2248582
- Multimedia: William Rowley / Q2248582
- Textos: Autor:William Rowley